# Давид (Махарадзе)
Митрополит Давид (груз. მიტროპოლიტი დავითი, в миру Ираклий Романович Махарадзе, груз. ირაკლი რომანის ძე მახარაძე; 3 февраля 1960, Тбилиси) — епископ Грузинской православной церкви, митрополит Авва Алавердский.

## Биография
23 ноября 1988 года был рукоположен во диакона. 25 декабря рукоположён в сан священника.
28 октября 1991 года пострижен в монашество с именем Давид. Затем стал первым настоятелем возрожденного Давидо-Гареджийского монастыря.
24 мая 1992 года был хиротонисан во епископа Никорцминдского.
В 1992—1995 годах — заведующий Отделом иностранных отношений Грузинской Патриархии.
21 декабря 1992 года переведён на Бодбийскую епархию.
С 28 августа 1993 года — епископ Алавердский.
25 декабря 1996 года возведён в сан архиепископа, глава Архитектурного центра Грузинской Патриархии.
28 ноября 2000 года был возведён в сан митрополита.
В январе 2008 года в журнале «Нескучный сад» он описывался следующим образом: «Мы приехали в Алавердский мужской монастырь — один из самых почитаемых и известных в Грузии. К нам спешной походкой подошел монах с рыжей бородой в выцветшем, рабочем видимо, подряснике: „Вы откуда? Да, я сейчас вас приму“. Оказалось, это митрополит Алавердский Давид. Мы были далеко не единственными посетителями в это утро. Кто-то из деревни приехал на исповедь, кто-то посмотреть на монастырское хозяйство. Владыка поспешал, справляясь с наплывом посетителей, предпочтение отдавал приехавшим по духовным вопросам. Он и в монастыре, и вообще в округе — единственный священник, и жители окрестных сел — его духовные чада в самом буквальном смысле! К тому же часть его епархии находится в труднодоступном горном районе, и к тамошней пастве его доставляют на вертолёте».
30 апреля 2009 года Решением Священного Синода Грузинской Православной Церкви под руководством митрополита Давида был создан Центр развития сельскохозяйственной продукции.